# Камерунско-центральноафриканские отношения
Камерунско-центральноафриканские отношения — двусторонние дипломатические отношения между Камеруном и Центральноафриканской Республикой (ЦАР). Протяжённость государственной границы между странами составляет 901 км.

## История
После обретения независимости между странами сложились дружественные отношения, которые затем испортились после начала гражданской войны в ЦАР в 2012 году. В 2013 году в Камерун прибыли беженцы из ЦАР и местные жители восточного Камеруна начали конфликтовать с ними из-за нехватки воды и еды, а также из-за земельных споров. По данным Управления Верховного комиссара ООН по делам беженцев в Камерун прибыло порядка 250 000 беженцев из ЦАР, более 8000 из которых были размещены в Тиманголо (население города около 13 000 человек). В 2017 году число беженцев из ЦАР в Камерун составило примерно 274 000 человек, которое затем увеличилось до около 300 000 человек. В апреле 2017 года 700 учеников из ЦАР начали посещать начальную школу в Тиманголо, а полиция арестовала 30 беженцев за попытку украсть еду с одной из местных ферм.
C января по октябрь 2017 года численность лагеря для беженцев в Гадо увеличилась с 1000 до 25 000 человек. Беженцем оказывалась медицинская помощь, однако отмечались случаи гибели детей от голода или полученных в ходе бегства ранений в ЦАР. По данным гуманитарного координатора ООН Наджат Рочди на нужды беженцев необходима сумма в размере 498 млн. долларов США. В октябре 2017 года правительство Камеруна приняло решение закрыть границу с ЦАР после нового витка эскалации конфликта в этой стране. Примерно 30 % от общего числа беженцев проживали в специализированных лагерях, а остальные 70 % жили в сельской местности восточного Камеруна.

## Торговля
Примерно 80 % от общего объёма экспорта и импорта ЦАР проходит через территорию Камеруна.

## Дипломатические представительства
- Камерун имеет посольство в Банги[10].
- У ЦАР имеется посольство в Яунде[11] и консульство в Дуале[12].